# نبرد لایپزیگ
نبرد لایپزیگ (به آلمانی: Völkerschlacht bei Leipzig)، (به فرانسوی: Bataille des Nations) که نبرد ملت‌ها نیز خوانده می‌شود، نبردی بود که در روزهای ۱۶ تا ۱۹ ماه اکتبر سال ۱۸۱۳ میلادی بین نیروهای ائتلافی روسیه، پروس، اتریش و سوئد با رهبری تزار روس الکساندر اول و پرنس شوارتزِنبرگ از سویی و ارتش فرانسه با رهبری ناپلئون اول از سوی دیگر درگرفت. این جنگ که در شهر لایپزیگ و مناطق اطراف آن انجام گرفت، به شکست قطعی ارتش فرانسه منجر شد. در این نبرد ۶۰۰٬۰۰۰ سرباز حضور داشتند، به این ترتیب بزرگ‌ترین نبرد پیش از نبردهای جنگ جهانی اول به‌شمار می‌رود. در بین قوای ناپلئون، نیروهای لهستانی، ایتالیایی و آلمانی نیز حضور داشتند.
ناپلئون که برای نخستین بار در طی جنگ‌های خود دچار شکست قطعی می‌شد، ناچار شد که به فرانسه بازگردد. نیروهای ائتلاف برای تکمیل پیروزی‌های خود در اوائل سال بعد به فرانسه حمله کردند و به این ترتیب ناپلئون مجبور شد که از قدرت کناره گیری کند. پس از کناره گیری، وی در ماه می سال ۱۸۱۴ میلادی به جزیره الب تبعید شد.
در طی این نبرد ارتش فرانسه چندین روز در برابر قوای متحد ایستادگی کرد اما درنهایت نیروهای فرانسه با کمبود تجهیزات و گلوله روبه‌رو شدند بعلاوه ساکسونی نیز به تشویق سوئد از حمایت از فرانسه دست برداشت و به نیروهای سوئدی پیوست ناپلئون نیز وقتی از سمت سوئد و پروس تحت فشار قرار گرفت فرمان عقب نشینی داد اما پل هایی که بر روی رودخانه ی پشت شهر بودند ویران شدند و تعداد زیادی از فرانسوی ها پیش از عقب نشینی در میان نیروهای متفق گرفتار و در نهایت اسیر شدند

## تجهیزات جنگی
ارتش فرانسه دارای ۱۶۰٬۰۰۰ سرباز با ۷۰۰ عراده توپ جنگی بود. در ارتش فرانسه، ۱۵٬۰۰۰ لهستانی، ۱۰٬۰۰۰ ایتالیایی و ۴۰٬۰۰۰ آلمانی متعلق به کنفدراسیون راین نیز حضور داشتند. به این ترتیب شمار نیروهای ناپلئون به ۲۲۵٬۰۰۰ سرباز می‌رسید. نیروهای ائتلاف نیز دارای ۳۸۰٬۰۰۰ سرباز با ۱۵۰۰ عراده توپ جنگی بودند. در این ارتش ۱۴۵٬۰۰۰ سرباز روسی، ۱۱۰٬۰۰۰ اتریشی و ۹۰٬۰۰۰ پروسی و ۳۰٬۰۰۰ سوئدی حضور داشتند.

## نتیجه
نبرد لایپزیگ خونین‌ترین نبرد دورهٔ ناپلئونی است. تلفات هر دو طرف بسیار بالا بود. برآورد می‌شود که بین ۱۲۰٬۰۰۰ تا ۱۳۰٬۰۰۰ نفر کشته، زخمی، مفقود یا اسیر شدند. از این میان سهم ارتش ناپلئون ۸۰٬۰۰۰ نفر بود. تلفات نیروهای ائتلاف نیز تا ۵۴٬۰۰۰ نفر برآورد می‌شود.

## نگارخانه

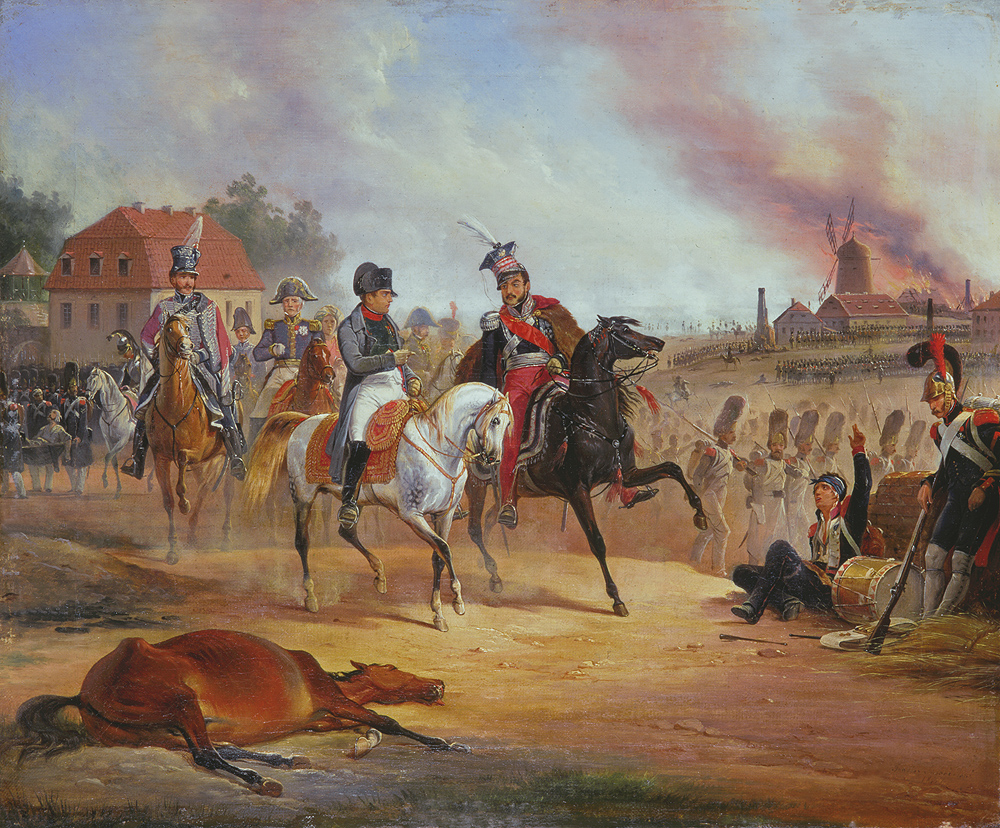
ناپلئون و جوزف آنتونی پونیاتوفسکی در نبرد لایپزیگ

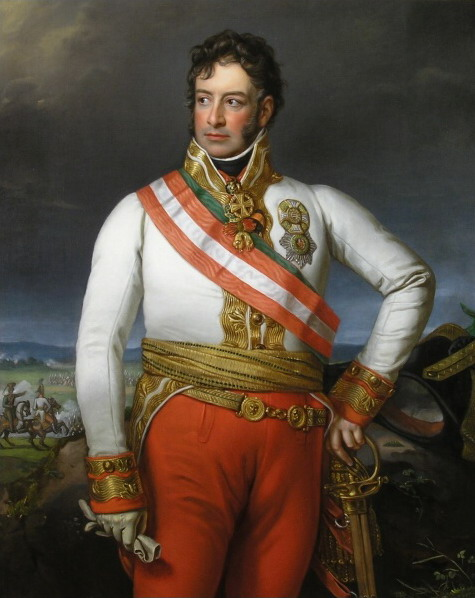
کارل فیلیپ شوارتسنبرگ

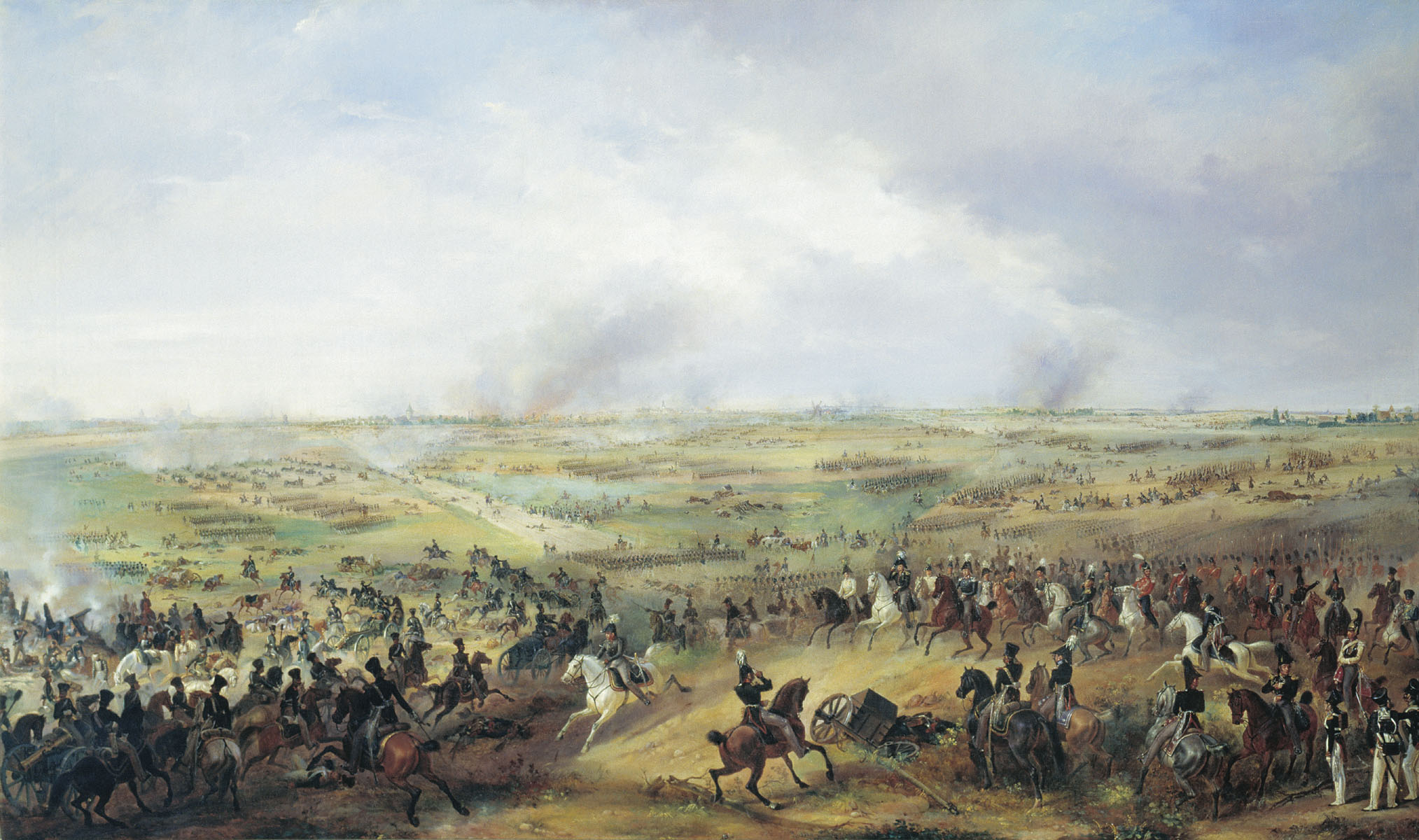
نبرد لایپزیگ

تحرکات روز اول نبرد

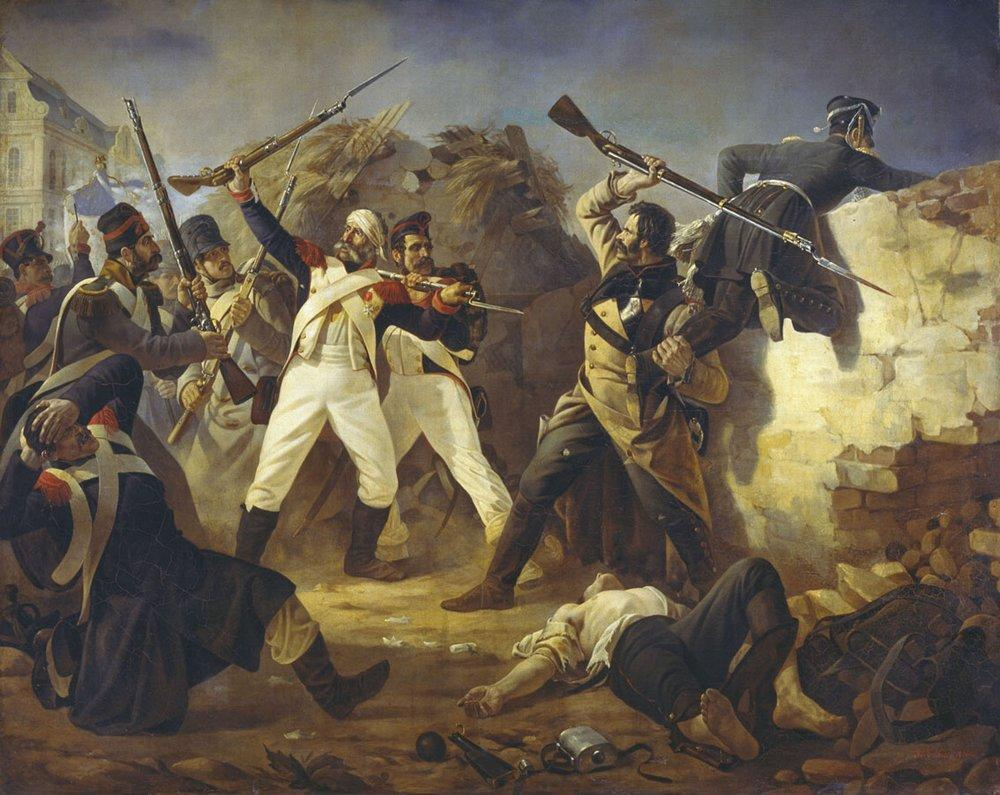
صحنه نبرد

تحرکات روز دوم نبرد

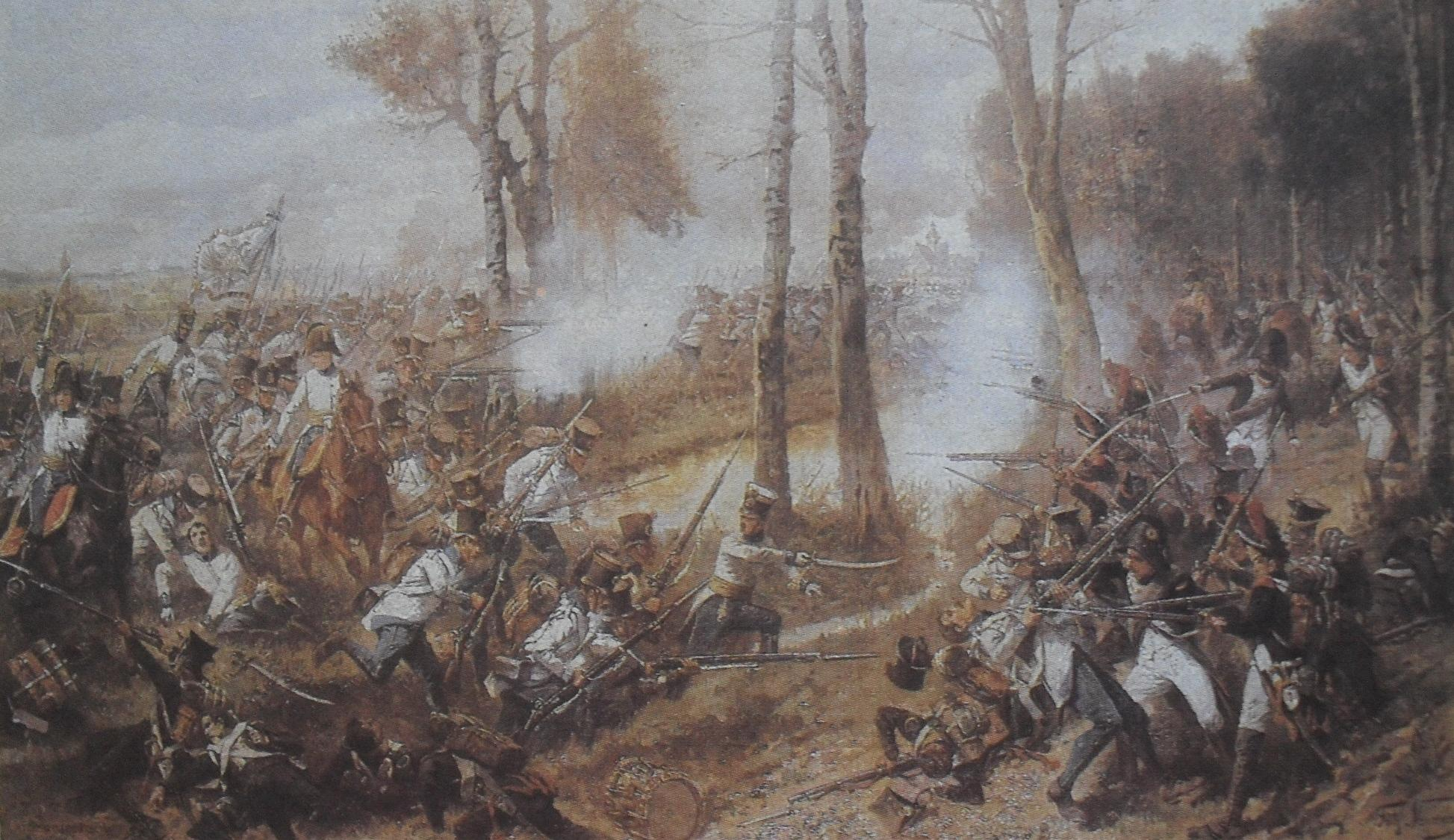
صحنه نبرد

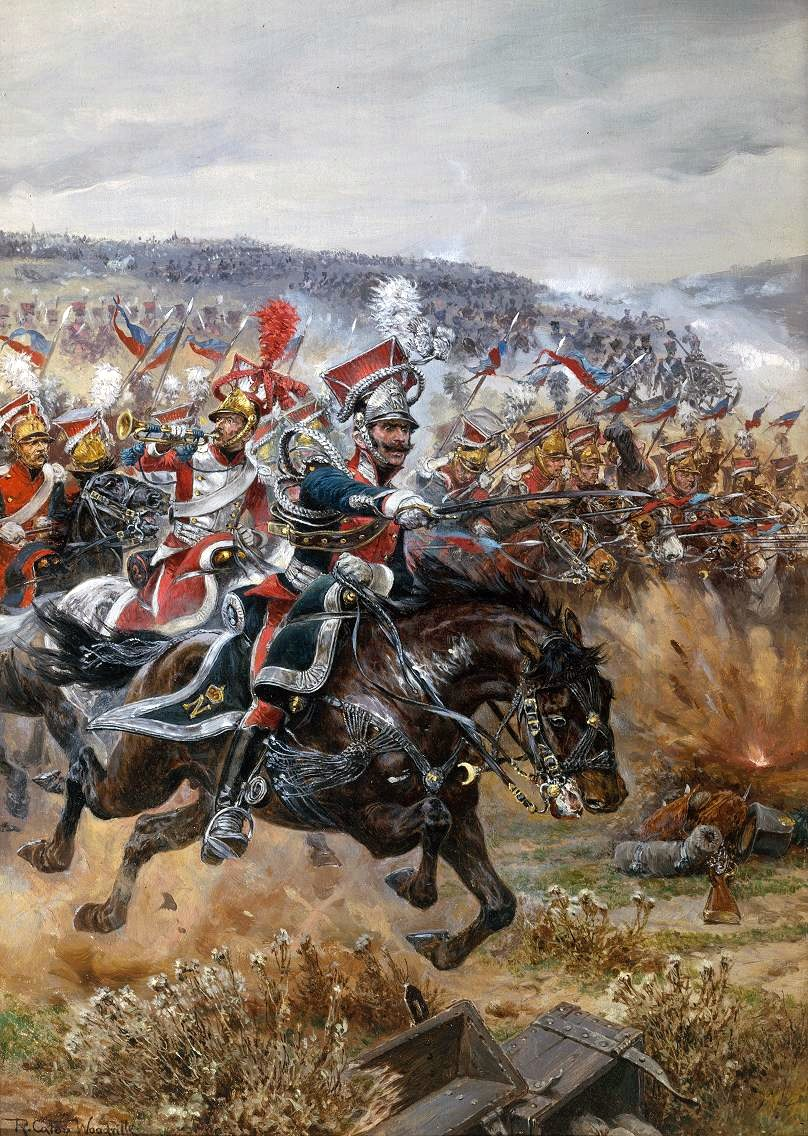
نبرد لایپزیگ اثر ریچارد کاتون وودویل

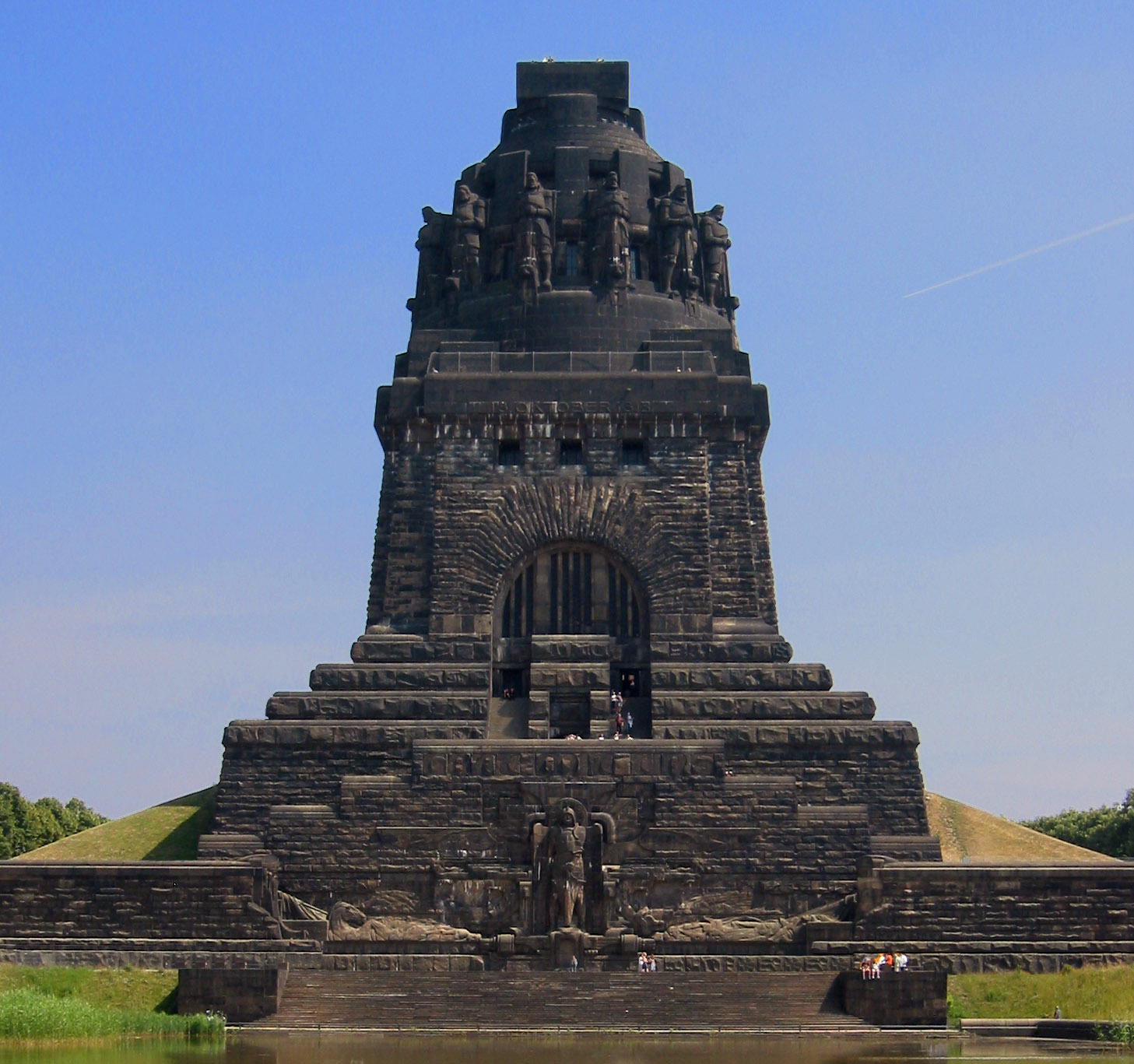
بنای یادبود نبرد لایپزیگ در شهر لایپزیگ آلمان

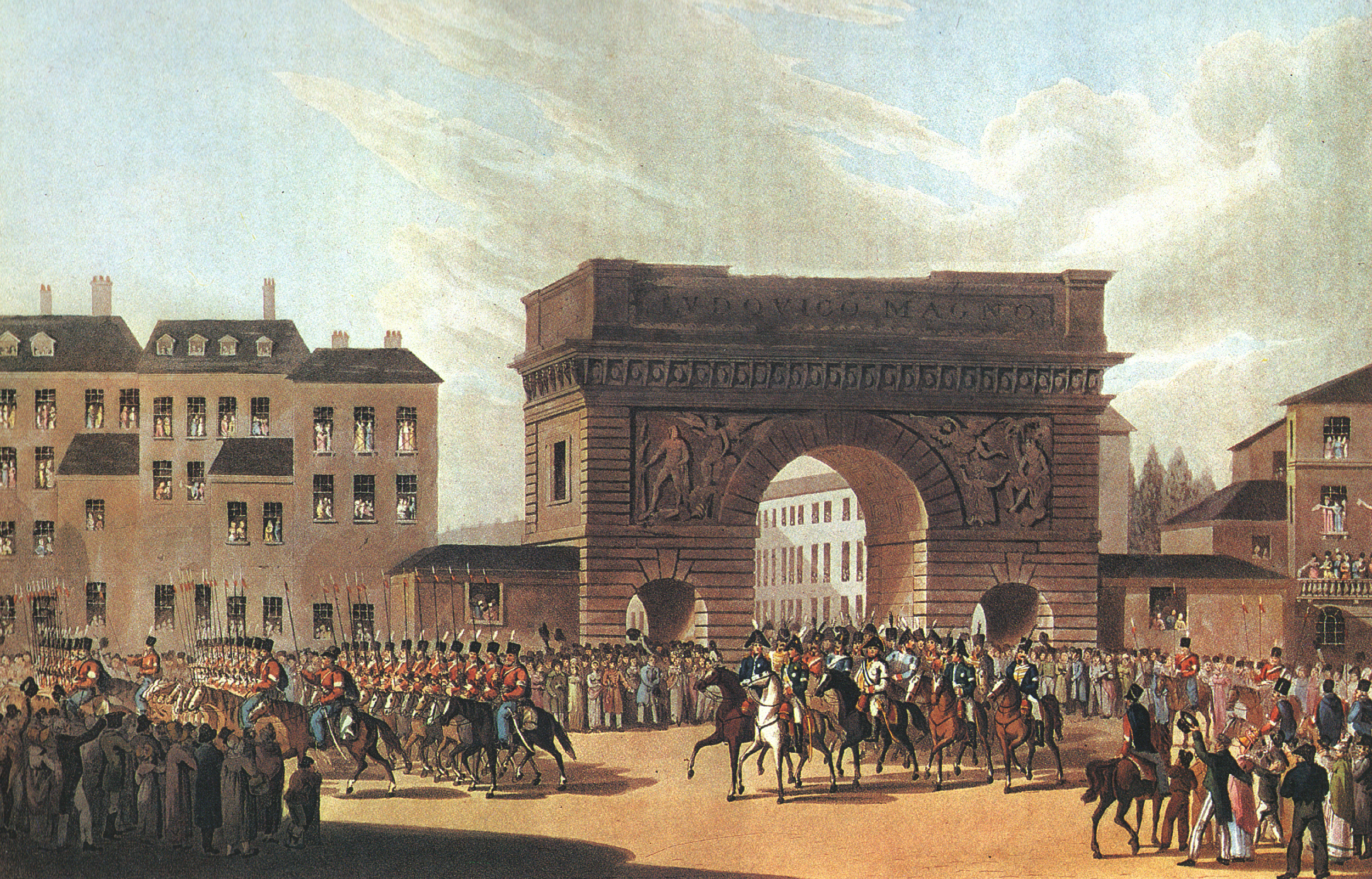
ورود نیروهای روسیه به پاریس